# Villaturde
Villaturde település Spanyolországban, Palencia tartományban. Villaturde Bustillo del Páramo de Carrión, Villamoronta, La Serna, Nogal de las Huertas és Carrión de los Condes községekkel határos. Lakosainak száma 147 fő (2024).

## Népesség
A település népessége az elmúlt években az alábbi módon változott:
| Lakosok száma | 248  | 225  | 209  | 201  | 183  | 182  | 166  | 159  | 154  | 147  |
|               | 2001 | 2004 | 2007 | 2009 | 2012 | 2014 | 2017 | 2019 | 2022 | 2024 |